# Euripus amala
Euripus amala är en fjärilsart som beskrevs av Hans Fruhstorfer 1903. Euripus amala ingår i släktet Euripus och familjen praktfjärilar. Inga underarter finns listade i Catalogue of Life.